# Матильда (мюзикл)
Матильда (англ. Matilda the Musical) — британский мюзикл композитора и лириста Тима Минчина на либретто Денниса Келли, поставленный на основе одноимённой книги Роальда Даля о девочке, которая открывает в себе сверхъестественные способности.

## Сюжет
Пятилетняя Матильда Уормвуд растёт в семье, где её не любят, и посещает школу, в которой правит деспотичная директриса мисс Транчбул. Она наслаждается, издеваясь над детьми, и посылает их в «душилку» в качестве наказания. Родители Матильды не видят, что их дочь растёт чрезвычайно умным и начитанным ребёнком. Молодая учительница мисс Ханни пытается помочь девочке развиваться. Матильда открывает в себе телекинетические способности и с их помощью расправляется с тиранией директисы, помогает мисс Ханни вернуть свой дом и освобождается от опеки родителей.

## История постановок

### Стратфорд-апон-Эйвон
В 2009 году Королевская шекспировская компания объявила о планах поставить музыкальную адаптацию романа «Матильда» с привлечением Денниса Келли в качестве сценариста. Музыку и слова написал Тим Минчин, в качестве режиссёра в проект был привлечен Мэттью Уорчус. Мюзикл открылся в театре «Кортиярд» в Стратфорде в декабре 2010 года (предпоказы с ноября). Хореографом спектакля стал Питер Дарлинг, лауреат Премии Лоренса Оливье за лучшую хореографию.
Главные роли исполнили Берти Карвел (мисс Транчбул), Пол Кэй (мистер Уормвуд) и Лорен Уорд (мисс Ханни). В заглавной роли чередовались друг с другом три юные актрисы: Адрианна Бертола, Джози Гриффитс и Керри Инграм. Первоначальный показ закрылся 30 января 2011 года.

### Вест-Энд (Лондон)
В ноябре 2011 года состоялась лондонская премьера мюзикла в театре Кембридж с небольшой задержкой в связи с монтажом декораций. После премьеры постановка получила исключительно положительные отзывы. К исполнению своих ролей вернулась большая часть стратфордского состава, в том числе Карвел и Кэй. Роль Матильды исполняли Керри Инграм, Элеонор Уортингтон-Кокс, Клео Деметриу и София Кили.
В 2012 году «Матильда» была номинирована на 10 премий Лоренса Оливье во всех доступных для мюзикла номинациях. На церемонии вручения четыре юные актрисы исполнили песню «Naughty». Постановка выиграла 7 премий, в том числе «Лучший новый мюзикл», «Лучшая женская роль в мюзикле» (для всех четырёх исполнительниц) и «Лучшая мужская роль в мюзикле» (Берти Карвел). На тот момент это было рекордное количество премий, завоеванных одной постановкой.

### Бродвей (Нью-Йорк)
В феврале 2012 года Королевская шекспировская компания объявила о трансфере спектакля на Бродвей весной 2013 года. Изначально планировалось перенести место действия в Америку, но затем все же было решено оставить без изменений. Премьера состоялась 11 апреля 2013 года в театре «Шуберт» с участием лондонской творческой команды. Карвел и Уорд вернулись к ролям мисс Транчбул и мисс Ханни. На роль Матильды были отобраны София Геннуза, Уна Лоуренс, Бэйли Рион и Милли Шапиро. В октябре 2013 года «Матильда» стала самым кассовым спектаклем в истории театра «Шуберт». Последний спектакль прошёл 1 января 2017 года.